# Adrián Kaprálik
Adrián Kaprálik (Trstená, 10 de junio de 2002) es un futbolista eslovaco que juega en la demarcación de delantero para el MŠK Žilina de la Superliga de Eslovaquia.

## Selección nacional
Después de jugar en las categorías inferiores de la selección, finalmente hizo su debut con la selección de fútbol de Eslovaquia el 20 de noviembre de 2022 en un encuentro amistoso contra Chile que finalizó con un resultado de empate a cero.

## Clubes
| Club                   | País       | Año       | Partidos | Goles |
| ---------------------- | ---------- | --------- | -------- | ----- |
| MŠK Žilina "B"         | Eslovaquia | 2019-2021 | 22       | 5     |
| MŠK Žilina             | Eslovaquia | 2020-2023 | 118      | 22    |
| Górnik Zabrze (cedido) | Polonia    | 2023-2024 | 32       | 8     |
| MŠK Žilina             | Eslovaquia | 2024-     | 18       | 7     |